# Problemy Pielęgniarstwa
Problemy Pielęgniarstwa – kwartalnik Polskiego Towarzystwa Pielęgniarskiego wydawany przez Wydawnictwo Via Medica. Redaktorem naczelnym jest dr Aleksandra Gaworska-Krzemińska. Zastępcą redaktora naczelnego jest dr Hanna Grabowska.
W skład rady naukowej wchodzą samodzielni pracownicy naukowi z tytułem profesora lub doktora z Polski oraz z zagranicy. Artykuły ukazują się w języku polskim (drukowane są także abstrakty w języku angielskim). 

## Stałe działy
- prace oryginalne
- prace poglądowe
- sprawozdania, komunikaty

## Indeksacja
- Index Copernicus (IC)

Współczynniki cytowań:
- Index Copernicus (2009): 4,98[1]

Na liście czasopism punktowanych przez polskie Ministerstwo Nauki znajduje się w części B z sześcioma punktami.